# Dänische Badmintonmeisterschaft 2008
Die Dänische Badmintonmeisterschaft 2008 fand in Frederikshavn in der Arena Nord vom 31. Januar bis 3. Februar 2008 statt.

## Finalresultate
| Disziplin    | Sieger                            | Finalist                             | Ergebnis           |
| ------------ | --------------------------------- | ------------------------------------ | ------------------ |
| Herreneinzel | Kenneth Jonassen                  | Jan Ø. Jørgensen                     | 21–17, 21–19       |
| Dameneinzel  | Tine Rasmussen                    | Nanna Brosolat Jensen                | 21–18, 21–10       |
| Herrendoppel | Carsten Mogensen Mathias Boe      | Jens Eriksen Martin Lundgaard Hansen | 21–17, 21–14       |
| Damendoppel  | Mette van Dalm Helene Kirkegaard  | Marie Røpke Helle Nielsen            | 26–24, 21–1        |
| Mixed        | Joachim Fischer Ann-Lou Jørgensen | Lars Paaske Kamilla Rytter Juhl      | 9–21, 21–18, 21–11 |